# Barañain
Barañain – gmina w Hiszpanii, w Nawarze, o powierzchni 1,39 km². W 2011 roku gmina liczyła 21 444 mieszkańców.